# 福岡県の観光地

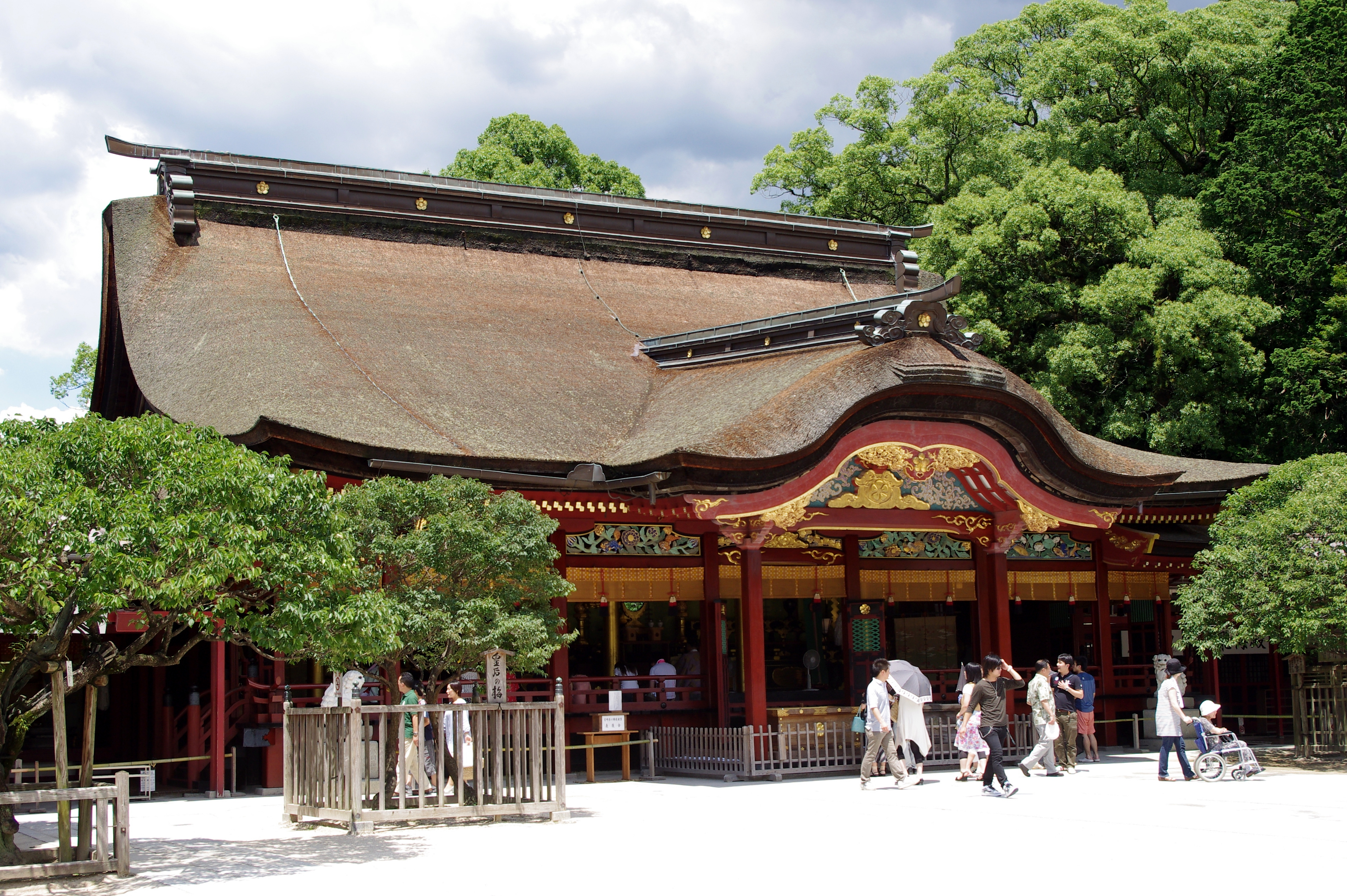
太宰府天満宮本殿（国の重要文化財）

福岡県の観光地（ふくおかけんのかんこうち）は、福岡県内の主要な観光地等に関する項目である。

## 対象別

### 文化財等

#### 世界遺産
- 明治日本の産業革命遺産 製鉄・製鋼、造船、石炭産業
  - 官営八幡製鐵所（北九州市八幡東区）
  - 遠賀川水源地ポンプ室（中間市）
  - 三池炭鉱（大牟田市）
  - 三池港（大牟田市）
- 「神宿る島」宗像・沖ノ島と関連遺産群
  - 沖ノ島（宗像市）
  - 宗像大社（宗像市）
  - 新原・奴山古墳群（福津市）

- 八幡製鐵所旧本事務所
- 三井三池炭鉱宮原坑
- 沖ノ島(宗像大社沖津宮）
- 新原・奴山古墳群

#### 国の名勝
- 旧亀石坊庭園（田川郡添田町）
- 戸島氏庭園（柳川市）
- 立花氏庭園（柳川市）
- 水郷柳河（柳川市）
- 清水寺本坊庭園（みやま市）
- 藤江氏魚楽園（田川郡川崎町）
- 旧伊藤傳右エ門氏庭園（飯塚市）
- 旧藏内氏庭園（築上郡築上町）

- 立花氏庭園
- 旧伊藤伝右衛門邸
- 魚楽園
- 旧戸島家住宅

#### 特別天然記念物
- 古処山ツゲ原生林（朝倉市・嘉麻市）
- 立花山クスノキ原始林（新宮町・久山町）

#### 重要伝統的建造物群保存地区
- 新川田篭（うきは市） - 山村集落
- 筑後吉井（うきは市） - 在郷町
- 秋月（朝倉市） - 城下町
- 黒木（八女市） - 在郷町
- 八女福島（八女市） - 商家町

- 筑後吉井
- 秋月
- 黒木
- 八女福島

#### 重要文化的景観
- 求菩提の農村景観

#### 重要文化財・史跡等
特別史跡
- 大宰府跡
- 大野城跡
- 水城跡
- 王塚古墳
- 基肄城跡

- 福岡城多聞櫓
- 旧門司三井倶楽部
- 大宰府政庁跡
- 岩戸山古墳

#### 登録記念物
- 大濠公園
- 平田氏庭園

- 大濠公園

#### 文化施設
博物館・美術館
水族館
- マリンワールド海の中道

- 福岡市博物館
- 北九州市立いのちのたび博物館
- 福岡県立美術館
- 久留米市美術館

### 公園等

#### 国立・国定・国営公園
- 国立公園
  - 瀬戸内海国立公園（北九州市門司区）
- 国定公園
  - 北九州国定公園（北九州市）
  - 玄海国定公園（北九州市・芦屋町・岡垣町・宗像市・福津市・新宮町・福岡市・糸島市）
  - 耶馬日田英彦山国定公園（添田町）
- 国営公園
  - 海の中道海浜公園（福岡市東区）

- 玄海国定公園（生の松原）
- 北九州国定公園（平尾台）
- 耶馬日田英彦山国定公園（英彦山）
- 海の中道海浜公園

#### 県立自然公園
- 筑豊県立自然公園（北九州市・行橋市・直方市・田川市・香春町・福智町・苅田町・みやこ町・築上町・赤村）
- 太宰府県立自然公園（飯塚市・宮若市・大野城市・太宰府市・筑紫野市・久山町・ 宇美町・篠栗町・須恵町）
- 脊振雷山県立自然公園（福岡市・糸島市・那珂川市）
- 筑後川県立自然公園（嘉麻市・朝倉市・久留米市・うきは市・八女市・大刀洗町）
- 矢部川県立自然公園（八女市・筑後市・みやま市・大牟田市）

#### 県立都市公園
- 東公園（福岡市東区）
- 名島運動公園（福岡市東区）
- 西公園（福岡市中央区）
- 大濠公園（福岡市中央区）
- 天神中央公園（福岡市中央区）
- 中央公園（北九州市小倉北区・八幡東区・戸畑区）
- 春日公園（春日市）
- 筑豊緑地（飯塚市）
- 筑後広域公園（筑後市・みやま市）

- 東公園
- 天神中央公園
- 中央公園
- 筑後広域公園

#### 大型公園・動物園・植物園・遊園地
大型公園
動物園・植物園・遊園地
- 到津の森公園（北九州市小倉北区）
- グリーンパーク・響灘緑地（北九州市八幡西区）
- 海の中道海浜公園（福岡市東区）
- 福岡市動植物園（福岡市中央区）
- 久留米市鳥類センター（久留米市）
- 大牟田市動物園（大牟田市）
- 白野江植物公園（北九州市門司区）
- かしいかえん（福岡市東区）
- だざいふ遊園地（太宰府市）

- 警固公園
- 福岡市動植物園
- 久留米市鳥類センター
- かしいかえん

#### 恋人の聖地
- 七夕神社／たなばた伝説の里
- 夏井ヶ浜はまゆう公園
- 福岡タワー
- 門司港レトロ／ブルーウィングもじ

- 七夕神社
- ブルーウィングもじ

### 祭事・行事等
- 博多どんたく（福岡市）
- 博多祇園山笠（福岡市） - 重要無形民俗文化財
- 関門海峡花火大会（北九州市門司区）
- 小倉祇園太鼓（北九州市小倉北区）
- わっしょい百万夏祭り（北九州市）
- 戸畑祇園大山笠（北九州市戸畑区） - 重要無形民俗文化財
- 春日の婿押し - 重要無形民俗文化財
- 大牟田夏まつり「大蛇山」（大牟田市）
- 川渡り神幸祭（田川市）

- 博多祇園山笠
- 小倉祇園太鼓
- 大牟田夏まつり「大蛇山」
- 川渡り神幸祭

## 地域別

### 福岡地方

#### 福岡市・糟屋中南部地域
- 福岡市
  - 中央区 - みずほPayPayドーム福岡、大濠公園、天神地下街、E・ZO FUKUOKA、福岡市動植物園、福岡城址、福岡県公会堂貴賓館、天神西通り、福岡市美術館、天神中央公園、長浜鮮魚市場、アクロス福岡、警固神社、舞鶴公園、柳橋連合市場、西公園、鴻臚館跡、福岡市赤煉瓦文化館、安国寺、光雲神社、南公園、王貞治ベースボールミュージアム、福岡県立美術館、博多どんたく・博多松囃子、ミュージックシティ天神、TENJIN ONTAQ
  - 博多区 - 博多駅（JR博多シティなど）、キャナルシティ博多、福岡空港、中洲、櫛田神社、キッザニア福岡、博多リバレイン（博多座、福岡アンパンマンこどもミュージアムinモール、福岡アジア美術館など）、博多はねや総本家、住吉神社、楽水園、マリンメッセ福岡、川端通商店街、ベイサイドプレイス博多、アサヒビール博多工場、東長寺、東公園、博多千年門、福岡国際会議場、承天寺、元寇資料館、聖福寺、博多百年蔵、東平尾公園、崇福寺、「博多町家」ふるさと館、博多祇園山笠、博多おくんち
  - 東区 - 海の中道（マリンワールド海の中道、海の中道海浜公園など）、志賀島（金印公園、志賀島海水浴場、志賀海神社など）、筥崎宮、香椎宮、放生会
  - 南区 - 油山（ABURAYAMA FUKUOKAなど）、博多温泉
  - 城南区 - 友泉亭公園、福岡東洋陶磁美術館
  - 早良区 - シーサイドももち海浜公園（福岡タワー、マリゾン、福岡市民防災センターなど）、福岡市博物館、油山、西光寺、脊振山、紅葉八幡宮、シーサイドももち花火ファンタジアFUKUOKA
  - 西区 - マリノアシティ福岡、鷲尾愛宕神社、福岡市海づり公園、能古島（のこのしまアイランドパークなど）、生の松原
- 宇美町 - 宇美八幡宮、大野城址、一本松公園
- 篠栗町 - 篠栗四国八十八箇所（南蔵院など）、若杉山（若杉楽園キャンプ場など）、篠栗九大の森
- 志免町 - 志免鉄道記念公園、志免鉱業所竪坑櫓、志免平成の森公園
- 須恵町 - 皿山公園
- 久山町 - 天照皇大神宮、トリアス久山
- 粕屋町 - 駕与丁公園

- 櫛田神社
- 筥崎宮
- シーサイドももち
- 志免鉱業所竪坑櫓

#### 宗像・糟屋北部地域
- 宗像市 - 宗像大社、大島（御嶽山、神崎、うみんぐ大島など）、道の駅むなかた、正助ふるさと村、グローバルアリーナ、宗像ユリックス、鎮国寺、城山、みあれ祭
- 福津市 - 宮地嶽神社、なまずの郷、東郷神社、あんずの里、津屋崎海岸、福間海岸、新原・奴山古墳群、津屋崎祇園山笠
- 古賀市 - 薬王寺温泉、古賀グリーンパーク、古賀ゴルフ・クラブ
- 新宮町 - 相島、立花山

- 宗像大社
- 宮地嶽神社

#### 筑紫地域
- 筑紫野市 - 二日市温泉、天拝山、武蔵寺、筑紫野市総合公園
- 春日市 - 白水大池、春日神社、奴国の丘歴史公園、春日あんどん祭り
- 大野城市 - 大野城いこいの森、大野城
- 太宰府市 - 太宰府天満宮、九州国立博物館、竈門神社、宝満山、観世音寺、だざいふ遊園地、光明禅寺、太宰府館、大宰府政庁跡、水城、筑前国分寺跡、戒壇院、坂本八幡宮
- 那珂川市 - 中ノ島公園

- 二日市温泉
- 春日神社

#### 糸島地域
- 糸島市 - 二見ヶ浦、二丈温泉きららの湯、白糸の滝、フォレストアドベンチャー・糸島、千如寺、桜井神社、伊都菜彩、雷山、志摩の四季、宇美八幡宮、芥屋の大門、姉子の浜、まむしの湯、芥屋海水浴場、笹山公園、加茂ゆらりんこ橋、井原山、高祖山、芥屋ゴルフ倶楽部、深江海水浴場、可也山、姫島、伊都国歴史博物館

- 二見ヶ浦

#### 朝倉地域
- 朝倉市 - 道の駅原鶴、原鶴温泉、キリンビール福岡工場、朝倉三連水車、秋月（秋月城、秋月杉の馬場など）、筑後川と鵜飼、須賀神社、あまぎ水の文化村、甘木公園、甘木歴史資料館、おしろい祭り
- 筑前町 - カルナパーク花立山温泉、筑前町立大刀洗平和記念館、夜須高原（夜須高原記念の森など）
- 東峰村 - 道の駅小石原、つづみの里公園ポーン太の森、小石原焼伝統産業会館

- 朝倉三連水車

### 北九州地方

#### 北九州市・遠賀地域
- 北九州市
  - 小倉北区 - 小倉城、リバーウォーク北九州、小倉駅（アミュプラザ小倉、メーテル像など）、旦過市場、TOTOミュージアム、勝山公園、チャチャタウン小倉、北九州市立松本清張記念館、御祖神社、北九州市漫画ミュージアム、八坂神社、西日本総合展示場、到津の森公園、北九州市水環境館、篠崎八幡神社、北九州メディアドーム、森鴎外旧居、小倉祇園太鼓、わっしょい百万夏まつり
  - 小倉南区 - 千仏鍾乳洞、平尾台、北九州空港、菅生の滝、北九州市立総合農事センター
  - 門司区 - 門司港レトロ（門司港駅、九州鉄道記念館、海峡プラザ、ブルーウィングもじ、関門海峡ミュージアム、北九州市旧門司税関、北九州市旧大阪商船、北九州市旧門司三井倶楽部、北九州市大連友好記念館、ノーフォーク広場、門司電気通信レトロ館、オルゴールミュージアム門司港、出光美術館など）、関門海峡、和布刈神社、めかりパーキングエリア、めかり公園、白野江植物公園、関門海峡花火大会
  - 戸畑区 - 北九州市立美術館、中央公園、夜宮公園、くきのうみ花火の祭典、戸畑祇園大山笠
  - 八幡東区 - 北九州市立いのちのたび博物館、皿倉山（帆柱ケーブル、皿倉山スロープカーなど）、東田第一高炉史跡広場、河内藤園、河内貯水池、高炉台公園、八幡製鉄所、前田祇園山笠、起業祭、北九州国際音楽祭
  - 八幡西区 - 岡田宮、コムシティ、畑貯水池、吉祥寺、黒崎祇園山笠
  - 若松区 - 若松南海岸通り、高塔山、北九州市エコタウンセンター、グリーンパーク・響灘緑地（ひびき動物ワールドなど）、千畳敷、遠見ヶ鼻、響灘ビオトープ、若戸大橋、二島祇園、高塔山ロックフェス
- 芦屋町 - 芦屋海水浴場、アクアシアン、城山公園（山鹿城跡）、夏井ヶ浜はまゆう公園、あしや人形感謝祭
- 中間市 - 遠賀川、垣生公園、遠賀川水源地ポンプ室
- 水巻町 -
- 岡垣町 - 波津海水浴場、玄海グリーンライン、三里松原
- 遠賀町 -

- 門司港レトロ
- 小倉城
- 戸畑祇園大山笠
- 垣生公園

#### 京築地域
- 行橋市 - 稲童1号掩体壕、御所ヶ谷神籠石、旧百三十銀行行橋支店
- 苅田町 - 青龍窟、苅田山笠
- みやこ町 - 豊前国分寺跡
- 豊前市 - 道の駅豊前おこしかけ、求菩提温泉、求菩提山、八屋祇園
- 吉富町 -
- 上毛町 - 大平楽、道の駅しんよしとみ、ほたるの里
- 築上町 - 浜の宮海水浴場、綱敷天満宮

- 御所ヶ谷神籠石
- 求菩提山

### 筑後地方

#### 久留米地域
- 久留米市 - 高良大社、高良山、水天宮、石橋文化センター（久留米市美術館など）、久留米市鳥類センター、久留米城址、成田山久留米分院、筑後川、福岡県青少年科学館、北野天満宮、久留米百年公園、月讀神社、中央公園、日吉神社 (久留米市日吉町)、久留米森林つつじ公園、梅林寺、千光寺、コスモス街道、くるめウス、寺町、吉木若宮八幡宮、耳納連山、水天宮春大祭、筑後川花火大会、鬼夜
- 小郡市 - 如意輪寺、城山公園、九州歴史資料館
- 大刀洗町 - 今村天主堂
- うきは市 - 道の駅うきは、筑後川温泉、筑後川、つづら棚田、調音の滝、筑後吉井伝統的建造物群保存地区、若宮八幡宮、浮羽稲荷神社
- 大川市 - 風浪宮、筑後川昇開橋
- 大木町 - クリークの里石丸山公園

- 高良大社
- 成田山久留米分院
- つづら棚田
- 筑後川昇開橋

#### 八女地域
- 八女市 - べんがら村、茶の文化館、グリーンピア八女、杣の里渓流公園、星の文化館、明治の館、大円寺、城山公園（猫尾城跡）、八女中央大茶園、八女伝統工芸館、黒木の大藤、八女福島、霊巌寺、三国山、岩戸山古墳、日向神峡
- 筑後市 - 船小屋温泉、水田天満宮、筑後広域公園、タマホームスタジアム筑後
- 広川町 - 里の駅広川くだもの村、石人山古墳

- 八女中央大茶園
- タマホームスタジアム筑後
- 黒木の大藤

#### 有明地域
- 大牟田市 - 大牟田市動物園、三池港・三井港倶楽部、普光寺・臥竜梅、諏訪公園、道の駅おおむた、大牟田市石炭産業科学館、三池炭鉱跡、三池初市、おおむた『大蛇山』まつり
- 柳川市 - 柳川川下り、御花・立花氏庭園、北原白秋生家・北原白秋記念館、中山の大フジ、三柱神社、からたち文人の足湯、旧戸島家住宅、柳川雛祭り、中島祇園祭り
- みやま市 - 清水寺、清水公園、長田鉱泉場、江浦町祇園祭、産業・文化・福祉フェスタ、渡瀬祇園祭、みやま納涼花火大会

- 三井港倶楽部
- 柳川川下り
- 清水寺

### 筑豊地方

#### 鞍手地域
- 直方市 - もちだんご村、福智山（福智山ろく花公園など）、遠賀川・直方リバーサイドパーク、多賀神社、直方谷尾美術館、のおがたチューリップフェスタ、直方山笠
- 宮若市 - 脇田温泉、宮若市石炭記念館
- 小竹町 -
- 鞍手町 - 長谷寺

- のおがたチューリップフェスタ
- 脇田温泉

#### 嘉穂地域
- 飯塚市 - 宝幢寺、旧伊藤伝右衛門邸、嘉穂劇場、筑豊緑地、勝盛公園、大将陣公園、龍王山、飯塚山笠
- 嘉麻市 - 安国寺、織田廣喜美術館
- 桂川町 - 王塚古墳

- 嘉穂劇場
- 王塚古墳

#### 田川地域
- 田川市 - 田川市石炭・歴史博物館、石炭記念公園、川渡り神幸祭
- 香春町 - 道の駅香春、香春岳
- 添田町 - 英彦山、道の駅歓遊舎ひこさん、英彦山神宮
- 糸田町 - 道の駅いとだ
- 川崎町 - ラピュタファーム、淡島神社、魚楽園
- 大任町 - 道の駅おおとう桜街道
- 赤村 - 源じいの森、内田三連橋梁
- 福智町 - 定禅寺、上野峡（白糸の滝など）、九州日立マクセル赤煉瓦記念館

- 石炭記念公園
- 香春岳
- 上野峡